# هوندا ارو
هوندا ارو (انگلیسی: Honda Aero) شرکت هوافضای آمریکایی است، که در سال ۲۰۰۴ توسط شرکت هوندا تأسیس شد.